# アンドレイ・クルプスキー
アンドレイ・ミハイロヴィチ・クルプスキー、（クールプスキーとも、ロシア語: Андрей Михайлович Курбский, ポーランド語: Andriej Michajłowicz Kurbski, 1528年-1583年）は、モスクワ・ロシアの貴族、公（クニャージ）。ツァーリ・イヴァン4世雷帝の親友であったが、後に雷帝の敵対者となった。クルプスキーと雷帝が交わした往復書簡は、16世紀のロシア史に関する興味深い史料を提供している。　

## 前半生
クルプスキーはリューリク朝の流れをくむ公（クニャージ）の家系出身で、始祖はスモレンスク公フョードル・ロスチスラヴィチ（1299年没）である。家名はヤロスラヴリ近郊のクルバ村に由来する。クルプスキーは1550年にはじめて軍司令官に任命されて以来、ほとんど毎年軍事行動を行った。ロシア・カザン戦争に参加し、勇猛さで知られていた。1552年のカザン陥落の際も、彼はロシア側の右翼軍を率い、この戦いの最中に負傷している。クルプスキーはウドムルト人の反乱を鎮圧し、この功績によってボヤーレの仲間入りをした。同時に、クルプスキーはツァーリ・イヴァン4世に近侍（きんじ）し、その助言者を務めるようにもなった。彼は武人として有能なだけではなく、優れた指導的政治家でもあった。

## 1550年代の改革政府

### ツァーリと改革政府
アンドレイ・クルプスキー公が亡命に至る事情は、雷帝ことツァーリ・イヴァン4世の政治・軍事政策と深く結びついている。1547年にツァーリとして戴冠したイヴァン4世は、専制君主として全ロシアを統治することを望んでおり、また「神の命により即位した（イヴァン雷帝とクールプスキー公の往復書簡より、イヴァンの文）」と考えていた。
だが実際は、宮廷政治は『ツァーリが命じ、貴族が決定する』体制で行われていた。イヴァン4世の初期の治世は、小領主出身の有能な官吏アレクセイ・アダーシェフが中心となって、士族階級の育成、中央集権化をめざし、軍事や土地の改革を行うものであった。
クルプスキーは貴族層の代弁者であった。アダーシェフはさまざまな改革を行ったが、本格的に門閥貴族の地位を脅かすことはなかった。軍政の改革といった、貴族にも士族にも「共通の問題」への対処のたくみさのため、クルプスキーもアダーシェフに賛同していた。
　

### 改革の終了
1558年1月、ロシア軍はリヴォニアに侵入した。リヴォニア戦争（1558年-1581年）の始まりである。6月には、後にオプリーチニキの重臣となるアレクセイ・バスマーノフが、ユーリエフ要塞（現エストニアのタルトゥ）を陥落させた。
当時、アダーシェフ率いるモスクワ政府はクリミア遠征を望んでいたため、リヴォニア騎士団に1559年5月から11月までの休戦を提案した。クリミアでの作戦は成果を上げなかった。休戦期間中にリヴォニア騎士団はリトアニアの保護下に入り、勝利はいっそう困難になった。1560年には、ツァーリは貴族たちの怠慢がなければ一夏で「全ゲルマニア」を陥落できると考えていた。1560年8月にイヴァンの妃アナスタシア・ロマノヴナが死去した。アダーシェフらが魔法を使って殺させたと噂が流れた。ツァーリはアダーシェフをユーリエフの軍司令官預かりとし、領地を取り上げた。彼はユーリエフで謎の死を遂げる。

## 1560年代、粛清につぐ粛清

### リヴォニア戦争と新土地法
1550年代の改革の時代に貴族が失寵していくなかでも、クルプスキーはツァーリの良き友であった。
1562年1月には、ツァーリ政府は「新土地法」を発布した。諸公領の相続にツァーリが制限を加え、条件を満たさない領地を国庫に収納するというものである。貴族たちの代弁者であるクルプスキーは、ツァーリを激しく非難した。
リヴォニア戦争の長期化にしたがって、ツァーリは大貴族をリトアニアと通じていると疑い、つぎつぎと処刑し始めた。
ことにツァーリが裏切りを疑っていたのは、従弟
ウラジーミル・スターリツキー分領公とその母 エウフローシニヤ である。

### 亡命
ロシア軍は、リトアニアとポーランドを敵としてリヴォニア戦争を続けることになった。1563年2月15日には、ロシアとリトアニア国境の大都市ポロツクが、ロシア軍のものになった。
ポロツク遠征では、クルプスキーは前衛軍の指揮官に任じられた。彼は敵要塞の包囲を指導し、勝利に導いた将軍の一人である。モスクワに凱旋した将官は報償を得られたが、クルプスキーには何も与えられなかった。
クルプスキーはツァーリの命で、軍司令官としてユーリエフに向かった。このころクルプスキーの友人たちが、ツァーリの怒りが迫っていると密かに知らせてきた。クルプスキーは、ペチョーラの修道僧たちに「自分のために祈っていただきたい。バビロン（ツァーリ権力のこと）から攻撃と不幸が襲いかかろうとしている」と書き送っている。
ユーリエフ要塞に一年滞在した後、1564年4月30日に、クルプスキーは敵のリトアニア大公国に亡命した。夜陰に乗じて城壁を縄で下り、忠実な部下数人とともにヴォルマール（ヴァルミエラ）に向かった。妻はユーリエフに残し、財産のほとんども置いていった。
クルプスキーの判断が正しかったことが後にはっきりする。
リトアニアの宮廷にやってきたツァーリの使者はこう語った。ツァーリは、クルプスキーの「裏切り」を知り、処罰する予定であった。「クルプスキーはウラジーミル・スターリツキー公に従姉妹を嫁がせていた。スターリツキー公を傀儡（かいらい）のツァーリにして、わが国家を支配しようとした」。
ソヴィエト連邦時代から活躍するロシアの歴史家ルスラン・スクルィンニコフ（1931年-）は、この間の正確な事情はわかっていないとしながら、クルプスキー自身が亡命の一年半前から、ポーランド王兼リトアニア大公のジグムント2世アウグスト（在位: 1548年-1572年）と内通していたという説を紹介している。

## 後半生
クルプスキーはポーランド＝リトアニア軍を率いてロシア軍との戦いを始め、ヴェリーキエ・ルーキ一帯を荒らした。ジグムント2世はクルプスキーに褒賞としてコヴェルとヴォルィーニの2都市（どちらも現在のウクライナにある）を与えた。クルプスキーは、自分の領地の正教徒を庇護した。彼らはカトリック教徒のポーランド人たちに迫害されていたのである。
ロシア・ツァーリ国ではオプリーチニナ政策が廃止され、多少は穏やかな状態が訪れた。1572年にポーランド王ジグムント2世が死去し、次期ポーランド王の候補としてイヴァンの名もあがった。クルプスキーは『モスクワ大公の歴史』という、ツァーリの悪政を記した書を書き、イヴァンのポーランド王選出を阻止した。
クールプスキーは平和な後半生を送った。彼はロシア最初の政治亡命者といえる。

## ツァーリとの往復書簡
クルプスキーは1564年から1579年にかけて、イヴァン4世と交わしていた攻撃的な文通でよく知られている。往復書簡は、クルプスキーからの3通とツァーリからの2通の計5通であると考えられる。
クルプスキーの手紙は外国語、特にラテン語からの借用が非常に多いことが特徴的だが、ラテン語はクルプスキーが亡命してから習得したものである。
またエドワード・L・キーナンなど一部の歴史家は、両者による往復書簡は偽造されたものである、と主張している。1986年の時点では、キーナン説を受け入れる研究者は少ない。
日本のロシア史家、栗生沢猛夫によると、イヴァン4世のクルプスキー宛て書簡が、他のイヴァンの書簡と、文体、内容、論理の点で似ており、また同時代の史料には、往復書簡の存在を示唆するものがあると指摘する。そのため栗生沢は、二人の間で、何らかの形で書簡を通じた論争が行われたことは間違いないとしている。
また、クルプスキーに対する雷帝からの返信には、以下のような一節がある。
栗生沢はこの「エチオピア人のような顔」という表現を、クルプスキーの顔が実際に黒ずんでいたのではないかと解釈している。そして雷帝は、当時の思考方法に従って、クルプスキーの顔の黒さを「内面の汚れ」ととらえたのだろうと述べている。

## 関連作品
セルゲイ・エイゼンシュテイン監督の映画『イワン雷帝』では、ロシアでツァーリに次いで大きな権勢を誇るクルプスキーが、ボヤーレたちの圧迫を受けるツァーリの姿を見て、やがて主君であるツァーリに反旗を翻すようになるまでが描かれている。